# Rote Straße (Flensburg)

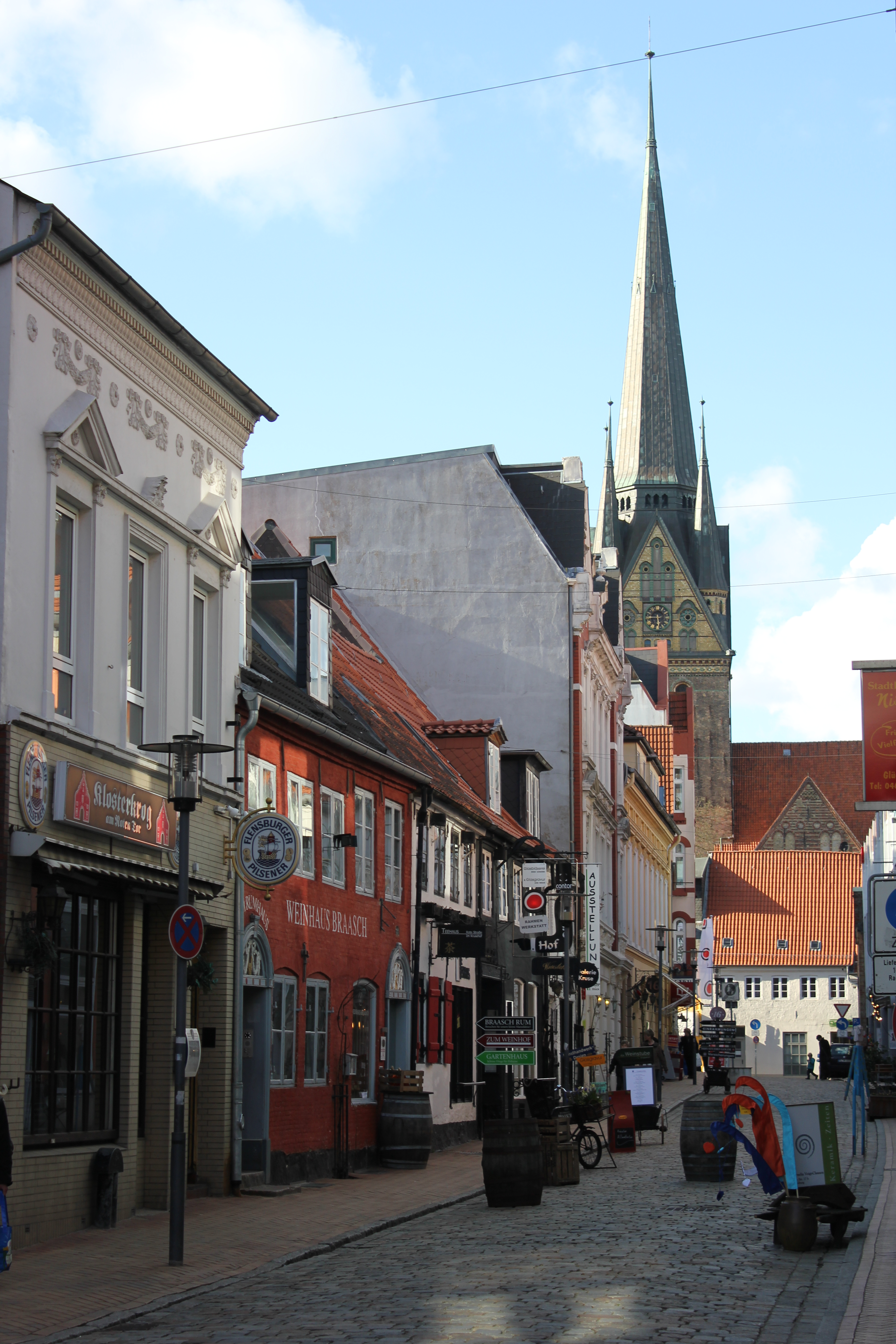
Rote Straße (2012)

Die Rote Straße (dänisch: Rødegade oder Rudegade niederdeutsch Rode Straat) ist eine Straße in der südlichen Altstadt von Flensburg, im Bereich der Flensburger Innenstadt. Sie führt vom Südermarkt (Søndertorv) zum Neumarkt (Nytorv), von wo es nicht mehr weit bis zum Stadtbezirk Rude ist, woher der Name der Straße kommt.

## Lage
Ursprünglich war sie die einzige Ausfallstraße in Richtung Süden. Sie beginnt in der südwestlichen Ecke des Südermarktes, wo sie auf die Friesische Straße (Frisergade) trifft, die gemeinsam mit der nach Osten führenden Angelburger Straße (Angelbogade) eine der ältesten Ost-West-Verbindungen dieser Region bildet. Von Norden her stößt der Holm, die zentrale Achse der Stadt, auf den Platz. Hinter dem Neumarkt, schon außerhalb der ursprünglichen Stadtbebauung, aber auf dem Stadtfeld gelegen, teilt sie sich in die Ausfallstraßen nach Husum und Schleswig. Zwischen diesen lag im Mittelalter die Rude, ein Gehölz, nach dem sowohl der heute dort bestehende Stadtbezirk als auch die Rote Straße ihre Namen haben. Schon damals grenzte das Franziskanerkloster an die Straße.

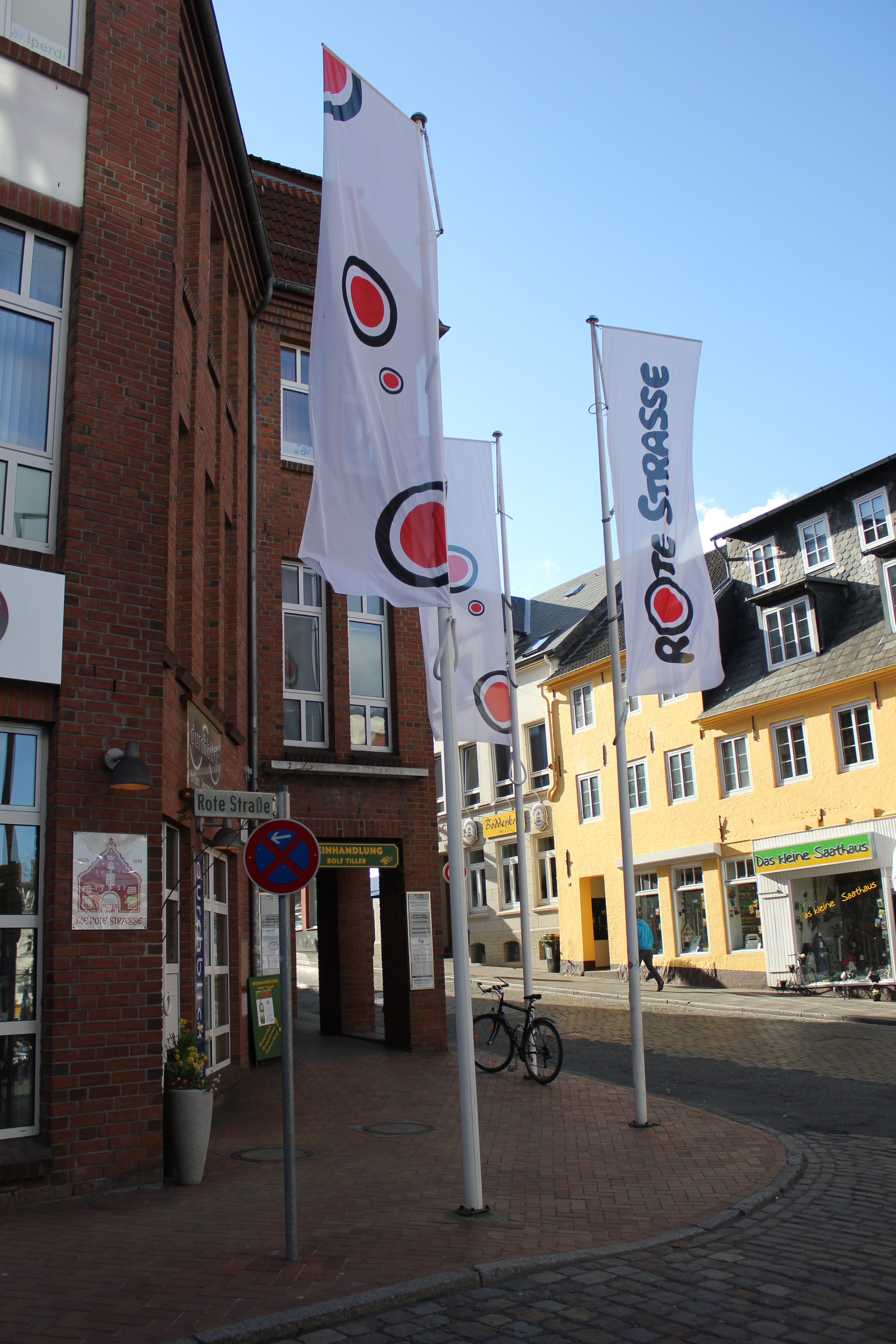
Beflaggung am Anfang der Roten Straße

## Geschichte
Als Einfallstraße von Süden, die zudem an den wichtigsten Marktplatz der Stadt grenzt, war die Rote Straße über Jahrhunderte vor allem eine Straße der Gasthöfe, vor allem an ihrer Westseite. An der Ostseite befanden sich früher das Armenhaus des Nikolaikirchspiels und seit dem 16. Jahrhundert die Lateinschule der Stadt. Das Rote Tor markierte bis 1872 den südlichen Ein- und Ausgang der Stadt. Südlich davon befanden sich bereits auf dem offenen Stadtfeld drei Wassermühlen im Zuge des hier vorbeifließenden Scherrebek. Dahinter entstand im 19. Jahrhundert der Neumarkt, an dem sich die Rote Straße in die Schleswiger (Slesviggade) und Husumer Straße (Husumgade) teilt.
Mit der Verlagerung des Durchgangsverkehrs in den 1920er Jahren wurde die Rote Straße zu einer Nebenstraße degradiert, die jedoch ihren Charakter als Geschäfts- und Gasthausstraße bewahrte. Massive Eingriffe gab es jedoch seit den 1950er Jahren. Im Zuge des Abbruchs der östlich einmündenden Töpferstraße (Pottemagergade) ging 1954 das Haus Nr. 21 verloren, eines der wertvollsten und ältesten Fachwerkhäuser der Stadt. Die Stadt behauptete die Einzelteile des vierhundert Jahre alten Hauses für einen späteren Wiederaufbau in Verwahrung nehmen zu wollen. 1964 wurde westlich der Straße das neue Rathaus erbaut. Der Bau eines Parkhauses bedeutete den Abbruch eines großen Teils der Ostzeile der Straße. Zwar blieb der erhaltene Teil der Roten Straße eine belebte Geschäftsstraße, doch verfielen vor allem die Hinterhöfe.

## Heutige Situation

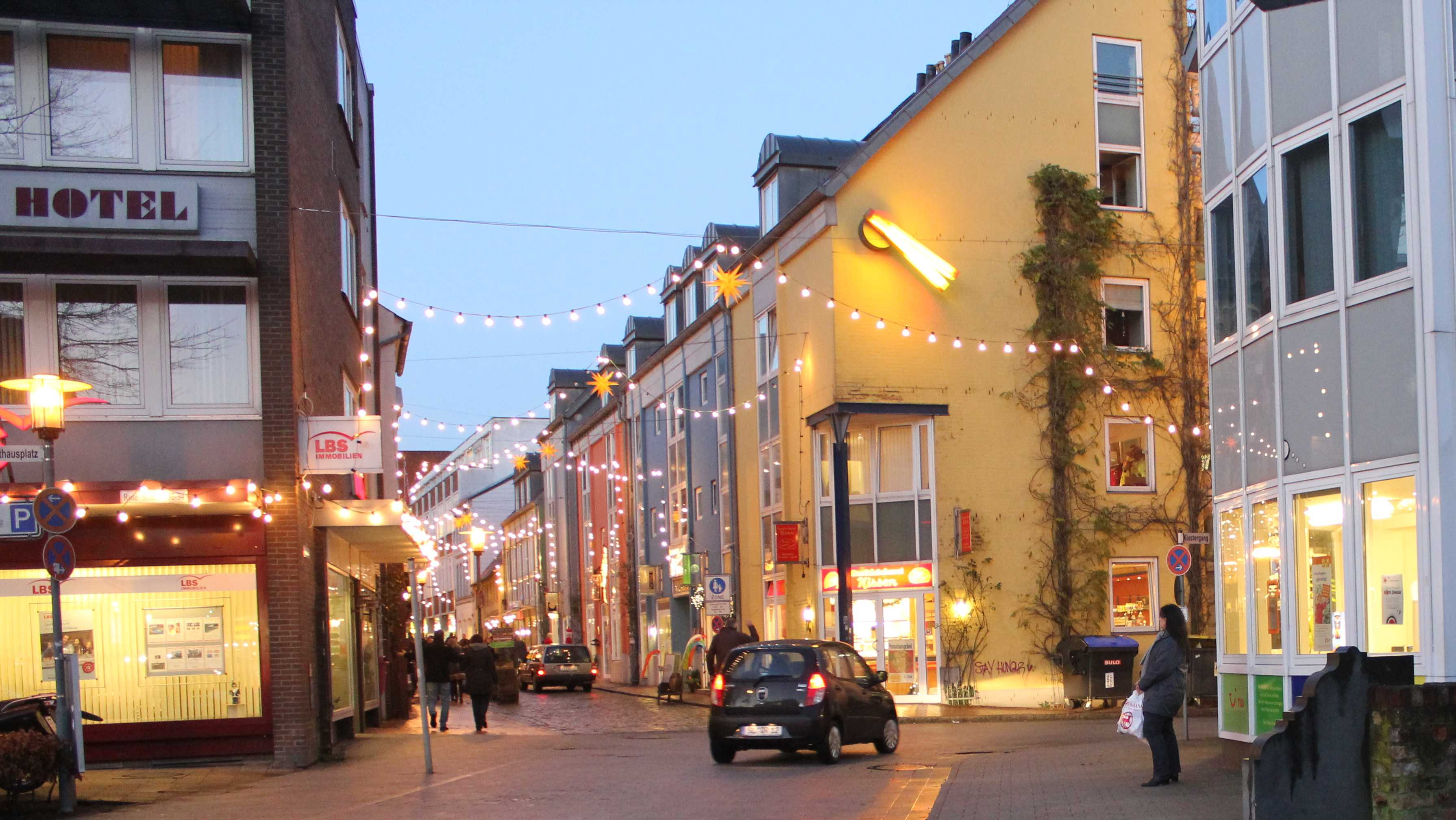
Rote Straße im Advent, vom Roten Tor aus gesehen (2011)

Ende der 1980er Jahre wurde auch die Rote Straße von der zunehmenden Altstadtsanierung erfasst. Die Höfe an der Westseite wurden mit Gaststätten und kleinen Geschäften wiederbelebt, der Parkhausfront an der Ostseite wurden der alten Bausubstanz angepasste Neubauten vorgelagert, die ebenfalls Geschäfte und Gaststätten beherbergen. Auffallend ist die hohe Zahl von Kunstgalerien. Die Straße wurde zur Fußgängerzone und ist heute eine der beliebtesten Geschäfts- und Ausgehstraßen der Stadt, gerade auch bei Touristen. Der südliche Teil erhielt seine historische Führung zurück, bietet jedoch mit großen Neubauten aus den 2000er Jahren und dem großen Parkplatz, der sich von der Straße bis zum Rathaus erstreckt, einen völligen Kontrast zum Altstadtcharakter der nördlichen Straßenhälfte. Als heutiges Symbol für die Straße wird das ehemals dort gestandene Rote Tor verwendet.